# Bailliage de Vic
Ne doit pas être confondu avec le bailliage de Vic-en-Carladès.
Le bailliage de Vic était jusqu'en 1790 le bailliage seigneurial de l'Évêché de Metz, son siège était situé à Vic. Il était régi par la coutume de l'Évêché, rédigée en 1601, et ses appellations ressortissaient directement au parlement de Metz.

## Composition en 1756
En 1756, les châtellenies dépendantes du temporel de l'évêché de Metz et du même diocèse, étaient celles de :  Vic, La Garde, Fribourg, Albestroff, Haboudange, Moyen et Baccarat. Le bailliage incluait également la mairie de Réméréville.

### Châtellenie de Vic
Elle comprenait : Attilloncourt ; Bezange-la-Grande et la ferme des Carmes ; Malaucourt ; Moyenvic ; Réchicourt-la-Petite ; Vic.

### Châtellenie de La Garde
Elle comprenait : Bourdonnay et le fief ; La Garde avec les fiefs de Lombart, Jambrot, Martincourt, et le prieuré de Fricourt ; Maizières et les fiefs de Rancourt, d'Hellocourt, du Toupet et de Xirzange, Vidlange et la cense de Saint-Clément ; Ommeray ; Vého ; Xousse.

### Châtellenie de Fribourg
Elle comprenait : Azoudange ; Fribourg ; Languimberg ; Rhodes et le fief des Bachats.

### Châtellenie d'Albestroff
Elle comprenait : Albestroff, la cense de la Valrade, le moulin de Quitteville et la tuilerie ; Guéblange près Albestroff ; Givricourt ; Hazembourg.

### Châtellenie d'Haboudange
Elle comprenait : Blanche et le fief ; Burliocourt ; Chénois ; Dalhain ; Dédelin ; Haboudange et le fief du Château-Neuf ; Hampont ; Obreck.

### Châtellenie de Moyen
Elle comprenait : Chénevières ; Laronxe ; Mervaville ; Moyen ;  Saint-Clément et la cense de Bétaigne ; Vathiménil.

### Châtellenie de Baccarat
Elle comprenait : Baccarat et la Petite-Baccarat, Sainte-Catherine, le Monet ou le Prieuré de Saint-Christophe-le-Voué ; Badménil ; Bertrichamps et la cense de Clairu ; Brouvelotte ; Brouville ; Fagnon ; Hadomay ; Humbepaire ; La Chapelle ; Merviller et le moulin, le fief de Criviller et les censes du Pont et de Grammont ; Montigny et le fief ; Neuf-Maisons et la cense de Cœurs ; Rehéré ; Thiaville ; Vacqueville et le fief de Batans ; Vaxainville ; Venay.

### Mairie de Réméréville
La mairie de Réméréville a été donnée le 14 décembre 1595 par le duc de Lorraine à l'évêché de Metz, en échange de Marsal.
Elle comprenait en 1756 : Buissoncourt ; Erbévillé ; Réméréville avec les fiefs d'Ourches, commune actuelle de Cerville et de Beaufort, commune actuelle de Gellenoncourt.

### Autres lieux
Villages, hameaux et censes non dépendants du domaine de l'évêché de Metz.
Du diocèse de Toul : Herbévillé-Launoy, Hadelhouse (Adelhouse), Xanrey.
Du diocèse de Metz : Albéchau, Albin (cense) et le moulin, Alteveiller (Alteville), Ancerville (Ancerviller), Angomont, Aspach, Avricourt, Bacourt (le château de), Barchin (Barchain), Baronne (le fief de la), Bathelémont-les-Bauzemont, Basse-Vigneulle, Bébin (Bébing), Bénestroff et la cense de Besseville, Bermering, Bertrambois, Béting (Bétaigne), Bey, Bezange-la-Petite, Bionville, Bonlieu (métairie de), Bréménil, Buriville, Burtécourt, Cirey, Chambille (le moulin de), Chambray, Châtillon, Desseling, Fraquelfin (Fraquelfing), Friménil (Fréménil) et le moulin de la Baraque, Gondrexange, Grange-Fouquet (la), Grémecey, Gué de Lexa (Laxat), Guermange (le château de), Guesseling, Hablutz, Halloville, Han-sur-Seille, Harboüey (Harboué), Hattigny, Haute et Basse Hellering, Hersin (Herzing), Hesse, Ibigny, Jeandelaincourt, Juvrecourt, La Frimbolle, Landange, Laneuveville-les-Lorquin, Lorquin, Manonville,
Marimont et la cense Hurau, Mignéville, Moncel[Lequel ?], Moncourt, Monet (le), Moussey, Neuf-Moulins, Neuviller[Lequel ?], Niderhoff, Ormange, Oron et le moulin, Obrick (Obreck), Petitmont, Pettoncourt, Port-sur-Seille, Réchicourt[Lequel ?] et la cense, Renteing, Richeval, Romécourt, Sainte-Marie-les-Bezange, Saint-Georges, Saint-Jean-de-Bassel, Saint-Quirin, Salival (l'abbaye de), Turquestin (Turquestein), Val-de-bon-Moutier, Vaucourt, Xures et le prieuré, Xouagzange (Xouaxange).